# HD 101021
HD 101021，又名CP-60 3182，SAO 251486、HR 4475，是一颗恒星，视星等为5.15，位于銀經294.12，銀緯0.31，其B1900.0坐标为赤經11h 32m 22.8s，赤緯-60° 0.31′ 48″。